# Bundestagswahlkreis Oberhausen – Wesel III
Der Bundestagswahlkreis Oberhausen – Wesel III (Wahlkreis 116; bis zur Bundestagswahl 2021 Wahlkreis 117) liegt in Nordrhein-Westfalen und umfasst die kreisfreie Stadt Oberhausen und die Stadt Dinslaken aus dem Kreis Wesel. Dinslaken gehört erst seit 2002 zu diesem Wahlkreis; vorher bestand der Wahlkreis immer nur aus der Stadt Oberhausen. Bei der Bundestagswahl 1998 war es der einzige Wahlkreis Deutschlands, der seit der ersten Bundestagswahl 1949 vollständig unverändert blieb. Der Wahlkreis gilt als SPD-Hochburg.

## Wahlkreisgeschichte
| Wahl      | Wahlkreisname              | Gebiet                               |
| --------- | -------------------------- | ------------------------------------ |
| 1949      | 28 Oberhausen              | Stadt Oberhausen                     |
| 1953–1961 | 87 Oberhausen              | Stadt Oberhausen                     |
| 1965–1976 | 85 Oberhausen              | Stadt Oberhausen                     |
| 1980–1998 | 86 Oberhausen              | Stadt Oberhausen                     |
| 2002–2009 | 118 Oberhausen – Wesel III | Stadt Oberhausen und Stadt Dinslaken |
| 2013–2021 | 117 Oberhausen – Wesel III | Stadt Oberhausen und Stadt Dinslaken |
| 2025–     | 116 Oberhausen – Wesel III | Stadt Oberhausen und Stadt Dinslaken |

## Wahlkreisabgeordnete
| Wahl | Abgeordneter | Abgeordneter         | Partei  | Stimmen in % |
| ---- | ------------ | -------------------- | ------- | ------------ |
| 1949 |              | Martin Heix          | CDU     | 29,0         |
| 1953 |              | Johannes Brockmann a | Zentrum | 47,2         |
| 1957 |              | Martin Heix          | CDU     | 54,3         |
| 1961 | 45,4         | Martin Heix          | CDU     |              |
| 1965 |              | Luise Albertz        | SPD     | 52,6         |
| 1969 |              | Erich Meinike        | SPD     | 54,0         |
| 1972 | 62,3         | Erich Meinike        | SPD     |              |
| 1976 | 58,8         | Erich Meinike        | SPD     |              |
| 1980 | 59,9         | Erich Meinike        | SPD     |              |
| 1983 |              | Dieter Schanz        | SPD     | 57,5         |
| 1987 | 59,1         | Dieter Schanz        | SPD     |              |
| 1990 | 55,5         | Dieter Schanz        | SPD     |              |
| 1994 | 59,3         | Dieter Schanz        | SPD     |              |
| 1998 |              | Wolfgang Grotthaus   | SPD     | 65,3         |
| 2002 | 61,8         | Wolfgang Grotthaus   | SPD     |              |
| 2005 | 58,2         | Wolfgang Grotthaus   | SPD     |              |
| 2009 |              | Michael Groschek     | SPD     | 44,6         |
| 2013 |              | Dirk Vöpel           | SPD     | 45,1         |
| 2017 | 38,5         | Dirk Vöpel           | SPD     |              |
| 2021 | 38,8         | Dirk Vöpel           | SPD     |              |
| 2025 | 31,4         | Dirk Vöpel           | SPD     |              |

## Wahlergebnisse

### Bundestagswahl 2025
Der Wahlkreis trägt bei der Bundestagswahl 2025 die Nummer 116.
| Kandidaten                                             | Kandidaten                  | Parteien/Listen       | Erststimmen | Erststimmen | Zweitstimmen | Zweitstimmen |
| Kandidaten                                             | Kandidaten                  | Parteien/Listen       | Stimmen     | %           | Stimmen      | %            |
| ------------------------------------------------------ | --------------------------- | --------------------- | ----------- | ----------- | ------------ | ------------ |
|                                                        | Dirk Vöpelgewählt im WK     | SPD                   | 48.434      | 31,4        | 38.967       | 25,2         |
|                                                        | Simone Tatjana Stehr        | CDU                   | 41.519      | 26,9        | 38.607       | 24,9         |
|                                                        | Franziska Krumwiede-Steiner | Bündnis 90/Die Grünen | 12.638      | 8,2         | 13.759       | 8,9          |
|                                                        | Roman Müller-Böhm           | FDP                   | 4.456       | 2,9         | 5.245        | 3,4          |
|                                                        | Uwe Lindackers              | AfD                   | 32.461      | 21,0        | 31.565       | 20,4         |
|                                                        | Sascha Wagner               | Die Linke             | 12.062      | 7,8         | 12.770       | 8,2          |
|                                                        | –                           | Freie Wähler          | –           | –           | 561          | 0,4          |
|                                                        | –                           | Tierschutzpartei      | –           | –           | 2.566        | 1,7          |
|                                                        | –                           | dieBasis              | –           | –           | 273          | 0,2          |
|                                                        | –                           | Die PARTEI            | –           | –           | 1.082        | 0,7          |
|                                                        | –                           | Todenhöfer            | 2.096       | 1,4         | 564          | 0,4          |
|                                                        | –                           | Volt                  | –           | –           | 734          | 0,5          |
|                                                        | Julia Scheller              | MLPD                  | 641         | 0,4         | 99           | 0,1          |
|                                                        | –                           | PdF                   | –           | –           | 304          | 0,2          |
|                                                        | –                           | Bündnis Deutschland   | –           | –           | 230          | 0,1          |
|                                                        | –                           | BSW                   | –           | –           | 7.331        | 4,7          |
|                                                        | –                           | MERA25                | –           | –           | 73           | 0,0          |
|                                                        | –                           | WerteUnion            | –           | –           | 79           | 0,1          |
| Gesamt                                                 | Gesamt                      | Gesamt                | 154.307     | 100         | 154.809      | 100          |
|                                                        |                             |                       |             |             |              |              |
| Ungültige Stimmen                                      | Ungültige Stimmen           | Ungültige Stimmen     | 1.507       | 1,0         | 1.005        | 0,6          |
| Wähler                                                 | Wähler                      | Wähler                | 155.814     | 80,4        | 155.814      | 80,4         |
| Wahlberechtigte                                        | Wahlberechtigte             | Wahlberechtigte       | 193.877     |             | 193.877      |              |
|                                                        |                             |                       |             |             |              |              |
| Quellen: Die Bundeswahlleiterin, Kandidaten – Ergebnis |                             |                       |             |             |              |              |

### Bundestagswahl 2021
| Kandidaten                                             | Kandidaten              | Parteien/Listen      | Erststimmen | Erststimmen | Zweitstimmen | Zweitstimmen |
| Kandidaten                                             | Kandidaten              | Parteien/Listen      | Stimmen     | %           | Stimmen      | %            |
| ------------------------------------------------------ | ----------------------- | -------------------- | ----------- | ----------- | ------------ | ------------ |
|                                                        | Marie-Luise Dött        | CDU                  | 32.277      | 22,5        | 30.770       | 21,4         |
|                                                        | Dirk Vöpelgewählt im WK | SPD                  | 55.790      | 38,8        | 53.034       | 36,8         |
|                                                        | Roman Müller-Böhm       | FDP                  | 10.132      | 7,0         | 13.573       | 9,4          |
|                                                        | Olaf Wilhelm            | AfD                  | 13.601      | 9,5         | 13.099       | 9,1          |
|                                                        | Stefanie Weyland        | GRÜNE                | 17.171      | 11,9        | 17.945       | 12,5         |
|                                                        | Sascha Wagner           | DIE LINKE            | 4.908       | 3,4         | 5.613        | 3,9          |
|                                                        | Hans-Joachim Sommers    | Die PARTEI           | 6.464       | 4,5         | 2.199        | 1,5          |
|                                                        | –                       | Tierschutzpartei     | –           | –           | 2.473        | 1,7          |
|                                                        | –                       | PIRATEN              | –           | –           | 515          | 0,4          |
|                                                        | Guido Horn              | FREIE WÄHLER         | 1.378       | 1,0         | 847          | 0,6          |
|                                                        | –                       | NPD                  | –           | –           | 182          | 0,1          |
|                                                        | –                       | ÖDP                  | –           | –           | 100          | 0,1          |
|                                                        | Simon Thomas            | V-Partei³            | 454         | 0,3         | 154          | 0,1          |
|                                                        | –                       | Gesundheitsforschung | –           | –           | 201          | 0,1          |
|                                                        | Erhan Aktürk            | MLPD                 | 145         | 0,1         | 71           | 0,0          |
|                                                        | –                       | Die Humanisten       | –           | –           | 87           | 0,1          |
|                                                        | –                       | DKP                  | –           | –           | 28           | 0,0          |
|                                                        | –                       | SGP                  | –           | –           | 20           | 0,0          |
|                                                        | Ralf Wosnek             | dieBasis             | 1.434       | 1,0         | 1.064        | 0,7          |
|                                                        | –                       | Bündnis C            | –           | –           | 74           | 0,1          |
|                                                        | –                       | du.                  | –           | –           | 54           | 0,0          |
|                                                        | –                       | LIEBE                | –           | –           | 209          | 0,1          |
|                                                        | –                       | LKR                  | –           | –           | 22           | 0,0          |
|                                                        | –                       | PdF                  | –           | –           | 45           | 0,0          |
|                                                        | –                       | LfK                  | –           | –           | 167          | 0,1          |
|                                                        | –                       | Team Todenhöfer      | –           | –           | 1.113        | 0,8          |
|                                                        | –                       | Volt                 | –           | –           | 357          | 0,2          |
| Gesamt                                                 | Gesamt                  | Gesamt               | 143.754     | 100         | 144.016      | 100          |
|                                                        |                         |                      |             |             |              |              |
| Ungültige Stimmen                                      | Ungültige Stimmen       | Ungültige Stimmen    | 1.478       | 1,0         | 1.216        | 0,8          |
| Wähler                                                 | Wähler                  | Wähler               | 145.232     | 72,9        | 145.232      | 72,9         |
| Wahlberechtigte                                        | Wahlberechtigte         | Wahlberechtigte      | 199.156     |             | 199.156      |              |
|                                                        |                         |                      |             |             |              |              |
| Quellen: Die Bundeswahlleiterin, Kandidaten – Ergebnis |                         |                      |             |             |              |              |

### Bundestagswahl 2017
| Kandidaten                                            | Kandidaten              | Parteien/Listen      | Erststimmen | Erststimmen | Zweitstimmen | Zweitstimmen |
| Kandidaten                                            | Kandidaten              | Parteien/Listen      | Stimmen     | %           | Stimmen      | %            |
| ----------------------------------------------------- | ----------------------- | -------------------- | ----------- | ----------- | ------------ | ------------ |
|                                                       | Marie-Luise Dött        | CDU                  | 43.077      | 29,1        | 39.085       | 26,3         |
|                                                       | Dirk Vöpelgewählt im WK | SPD                  | 56.987      | 38,5        | 49.165       | 33,0         |
|                                                       | Patrick Voss            | GRÜNE                | 8.349       | 5,6         | 8.228        | 5,5          |
|                                                       | Niema Movassat          | DIE LINKE            | 11.331      | 7,6         | 12.373       | 8,3          |
|                                                       | Roman Müller-Böhm       | FDP                  | 9.357       | 6,3         | 14.890       | 10,0         |
|                                                       | Uwe Kamann              | AfD                  | 18.197      | 12,3        | 18.560       | 12,5         |
|                                                       | –                       | PIRATEN              | –           | –           | 795          | 0,5          |
|                                                       | –                       | NPD                  | –           | –           | 508          | 0,3          |
|                                                       | –                       | Die PARTEI           | –           | –           | 1.284        | 0,9          |
|                                                       | –                       | FREIE WÄHLER         | –           | –           | 362          | 0,2          |
|                                                       | –                       | Volksabstimmung      | –           | –           | 166          | 0,1          |
|                                                       | –                       | ÖDP                  | –           | –           | 133          | 0,1          |
|                                                       | Wolf Dieter Rochlitz    | MLPD                 | 269         | 0,2         | 146          | 0,1          |
|                                                       | –                       | SGP                  | –           | –           | 24           | 0,0          |
|                                                       | –                       | AD-DEMOKRATEN        | –           | –           | 942          | 0,6          |
|                                                       | –                       | BGE                  | –           | –           | 122          | 0,1          |
|                                                       | –                       | DiB                  | –           | –           | 131          | 0,1          |
|                                                       | –                       | DKP                  | –           | –           | 31           | 0,0          |
|                                                       | –                       | DM                   | –           | –           | 115          | 0,1          |
|                                                       | –                       | Die Humanisten       | –           | –           | 86           | 0,1          |
|                                                       | –                       | Gesundheitsforschung | –           | –           | 143          | 0,1          |
|                                                       | –                       | Tierschutzpartei     | –           | –           | 1.422        | 1,0          |
|                                                       | –                       | V-Partei³            | –           | –           | 150          | 0,1          |
|                                                       | Karin Schäfer           | DIE VIOLETTEN        | 554         | 0,4         | –            | –            |
| Gesamt                                                | Gesamt                  | Gesamt               | 148.121     | 100         | 148.861      | 100          |
|                                                       |                         |                      |             |             |              |              |
| Ungültige Stimmen                                     | Ungültige Stimmen       | Ungültige Stimmen    | 2.191       | 1,5         | 1.451        | 1,0          |
| Wähler                                                | Wähler                  | Wähler               | 150.312     | 73,4        | 150.312      | 73,4         |
| Wahlberechtigte                                       | Wahlberechtigte         | Wahlberechtigte      | 204.816     |             | 204.816      |              |
|                                                       |                         |                      |             |             |              |              |
| Quellen: Die Bundeswahlleiterin, Kandidaten – Stimmen |                         |                      |             |             |              |              |

### Bundestagswahl 2013
Amtliches Ergebnis der Bundestagswahl 2013:
| Direktkandidat      | Partei                | Erststimmen in % | Zweitstimmen in % |
| ------------------- | --------------------- | ---------------- | ----------------- |
| Marie-Luise Dött    | CDU                   | 32,3             | 30,1              |
| Dirk Vöpel          | SPD                   | 45,1             | 41,3              |
| Dorothea Dresenkamp | FDP                   | 1,7              | 3,3               |
| Bärbel Höhn         | Bündnis 90/Die Grünen | 7,8              | 6,6               |
| Niema Movassat      | Die Linke.            | 7,3              | 8,0               |
| Andreas Ronig       | PIRATEN               | 3,1              | 2,5               |
| Timo Diemer         | NPD                   | 2,8              | 2,0               |
|                     | Sonstige              | -                | 5,8               |

### Bundestagswahl 2009
| Direktkandidat      | Partei               | Erststimmen in % | Zweitstimmen in % | Bundestagswahl 2005 Zweitstimmen in % |
| ------------------- | -------------------- | ---------------- | ----------------- | ------------------------------------- |
| Michael Groschek    | SPD                  | 44,6             | 39,4              | 53,9                                  |
| Marie-Luise Dött    | CDU                  | 27,4             | 24,4              | 23,3                                  |
| Gerald Schädlich    | FDP                  | 6,3              | 10,3              | 6,3                                   |
| Bärbel Höhn         | GRÜNE                | 10,1             | 9,1               | 6,9                                   |
| Niema Movassat      | LINKE                | 9,6              | 11,1              | 6,6                                   |
| —                   | REP                  | —                | 0,3               | 0,4                                   |
| —                   | Die Tierschutzpartei | —                | 0,8               | 0,5                                   |
| Wolfgang Georg Duda | NPD                  | 1,8              | 1,4               | 1,0                                   |
| —                   | FAMILIE              | —                | 0,5               | 0,4                                   |
| —                   | PIRATEN              | —                | 1,6               | —                                     |
| —                   | RENTNER              | —                | 0,5               | —                                     |
| —                   | ZENTRUM              | —                | 0,1               | 0,0                                   |
| —                   | BüSo                 | —                | 0,0               | 0,0                                   |
| —                   | Volksabstimmung      | —                | 0,1               | 0,1                                   |
| Reinhardt Meyer     | MLPD                 | 0,2              | 0,1               | 0,1                                   |
| —                   | PSG                  | —                | 0,0               | 0,0                                   |
| —                   | RRP                  | —                | 0,1               | —                                     |
| —                   | ödp                  | —                | 0,1               | —                                     |
| —                   | DVU                  | —                | 0,1               | —                                     |